# Institut universitaire européen de la mer
L’Institut universitaire européen de la mer (IUEM), voué à la connaissance du monde marin et littoral, est un observatoire des sciences de l'univers du Centre national de la recherche scientifique (CNRS) et une école interne de l'Université de Bretagne-Occidentale (UBO).
Créé et ouvert en 1997 à l'initiative de Paul Tréguer qui en sera le premier directeur, Il est Issu de l'Institut d'Études Marines (IEM) fondé en 1975 à l'UBO  (océanographie physique, océanographie biologique, géologie, physique, droit, économie, géographie). L'institut et ses laboratoires sont également liés à l'Institut français de recherche pour l'exploitation de la mer (Ifremer) ainsi qu'à l'Institut de recherche pour le développement (IRD) et l'Université de Bretagne-Sud.
Il est une structure fédérative du Ministère de l'Enseignement supérieur et de la Recherche.
Il est implanté sur le Technopôle Brest Iroise à la Pointe du Diable Plouzané.

## Recherche et observation
L'institut compte un Observatoire et sept laboratoires  de recherche : Géosciences Océan (LGO), Physique Océanographique et Spatiale (LOPS), Sciences de l'environnement marin (LEMAR), Géographie (LETG-Brest), Microbiologie des environnements extrêmes (LMEE), Biotechnologies et Chimie Marine (LBCM) et Droit et Économie de la mer (AMURE).

## Formation

### Masters et Doctorat
En tant qu'école interne de l'UBO, l'IUEM propose des formations pluridisciplinaires en Sciences de la Mer et du Littoral en master ainsi qu'en doctorat, les doctorants sont inscrits à l'école doctorale Sciences de la mer et du littoral (EDSML).  

## Moyens à la mer
L'Institut dispose de moyens nautiques côtiers dont le navire de station Albert Lucas et d'un service de plongée scientifique.